# Tour de Charente-Maritime féminin
Le Tour de Charente-Maritime féminin est une course cycliste par étapes disputée en Charente-Maritime, en France. Créé en 2000, il est organisé par le club de l'Avenir Cycliste de Nieul-lès-Saintes.

## Palmarès
| Année | Vainqueur                 | Deuxième                 | Troisième           |
| ----- | ------------------------- | ------------------------ | ------------------- |
| 2000  | Élisabeth Chevanne-Brunel | Sabine Gentieu           | Carine Peter        |
| 2001  | Delphine Guille           | Élodie Touffet           | Delphine Tonini     |
| 2002  | Ludivine Henrion          | Jaëlle Balard            | Delphine Tonini     |
| 2003  | Ludivine Henrion          | Fanny Riberot            | Mathilde Boullay    |
| 2004  | Béatrice Thomas           | Nathalie Cadol           | Sandrine Revol      |
| 2005  | Tamara Boyd               | Kateryna Krasova         | Paddy Walker        |
| 2006  | Pascale Jeuland           | Karine Gautard           | Florence Girardet   |
| 2007  | Maryline Salvetat         | Florence Girardet        | Fanny Riberot       |
| 2008  | Edwige Pitel              | Christel Ferrier-Bruneau | Karine Gautard      |
| 2009  | Mélodie Lesueur           | Edita Unguryte           | Béatrice Thomas     |
| 2010  | Pascale Jeuland           | Rosane Kirch             | Urte Juodvalkyte    |
| 2011  | Aude Biannic              | Andrea Graus             | Marie-Laure Cloarec |
| 2012  | Coralie Demay             | Alexandra Tondeur        | Sandrine Bideau     |
| 2013  | Tetyana Riabchenko        | Karol-Ann Canuel         | Séverine Eraud      |
| 2014  | Sarah Roy                 | Lucie Pader              | Coralie Demay       |
| 2015  | Sari Saarelainen          | Charlotte Bravard        | Pauline Allin       |
| 2016  | Charlotte Bravard         | Séverine Eraud           | Annabelle Dreville  |
| 2017  | Shara Gillow              | Coralie Demay            | Pauline Allin       |
| 2018  | Lucie Jounier             | Pauline Allin            | Paula Patiño        |
| 2019  | Léa Curinier              | Typhaine Laurance        | Lucie Jounier       |
| 2020  | annulé                    | annulé                   | annulé              |
| 2021  | Séverine Eraud            | Maëva Squiban            | Anaïs Morichon      |
| 2022  | Marion Borras             | Fernanda Yapura          | Chloé Charpentier   |
| 2023  | Maëva Squiban             | Marine Mauge             | Fernanda Yapura     |
| 2024  | Marjolein van 't Geloof   | Léa Stern                | Grace Lister        |